# Modrak abisyński
Modrak abisyński, katran abisyński, kapusta abisyńska (Crambe hispanica L. subsp. abyssinica (Hochst. ex R. E. Fr.) Prina) – podgatunek modraka hiszpańskiego Crambe hispanica. Występuje w dzikiej formie na stepach Afryki Środkowej i Etiopii (Wyżyna Abisyńska). W Polsce uprawiany na małą skalę. Daje przeciętny plon 10—30 q z hektara.

## Morfologia
ŁodygaRozgałęziona, wysoka do 1,5 m.
LiścieDolne jajowate, głęboko wcięte u podstawy, górne nieco mniejsze i węższe, w najwyższej partii wydłużone.
KwiatyBiałe, drobne zebrane w groniaste kwiatostany, kielich 4-działkowy, korona kwiatu 4-płatkowa z 6 pręcikami i 1 słupkiem.
OwocKulista łuszczynka koloru piaskowego, 1 (niekiedy 2) nasienna. Nasiono koloru oliwkowego lub brunatnego.
KorzeńPalowy, w części górnej zgrubiały.

## Zastosowanie
Roślina oleistaZ nasion otrzymuje się olej podobny właściwościami do oleju rzepakowego zawierający 51-53% tłuszczu. Makuch pozostały z wyciśniętego ziarna zawiera ponad 40% białka.